# Antonio Eugenio Visconti
Antonio Eugenio Visconti, né le 17 juin 1713 à Milan et mort le 4 mars 1788 à Rome, est un cardinal italien du XVIIIe siècle.

## Biographie
Antonio Eugenio Visconti est nommé archevêque titulaire d'Éphèse (de) en 1760, avant d'être envoyé comme nonce apostolique en Pologne puis en Autriche (en) de 1766 à 1773.
Le pape Clément XIV le crée cardinal in pectore lors du consistoire du 17 juin 1771. Sa création est publiée lors du consistoire du 19 avril 1773.
Le cardinal Visconti est préfet de l'économie de la Congrégation pour la Propaganda Fide, préfet de la Congrégation des rites et préfet de la Congrégation des indulgences et reliques sacrées. En 1780, il est aussi camerlingue du Sacré Collège.
Il participe au conclave de 1774-1775, lors duquel Pie VI est élu pape.

## Succession apostolique
Antonio Eugenio Visconti a ordonné les évêques suivants :
- Archevêque Ignacy Błażej Franciszek Krasicki (1766)
- Archevêque Filippo Maria Visconti (it) (1784)
- Évêque Gianantonio Della Beretta (it) (1785)

### Sources
1. ↑  (en) David M. Cheney, « Antonio Eugenio Cardinal Visconti † », sur catholic-hierarchy.org

- Fiche du cardinal Antonio Eugenio Visconti sur le site de la Florida International University